# Oblatas de Cristo Sacerdote
La Congregación de Hermanas Oblatas de Cristo Sacerdote es una Congregación religiosa católica femenina de vida contemplativa, de derecho pontificio, fundada por el obispo español José María García Lahiguera y María del Carmen Hidalgo de Caviedes y Gómez, el 25 de abril de 1938, en plena guerra civil española, en Madrid. A las religiosas de esta congregación se les conoce como Oblatas de Cristo Sacerdote y posponen a sus nombres las siglas: O.C.S.

## Historia
La Congregación fue fundada el 25 de abril de 1938, tras unos ejercicios espirituales dados por José María García Lahiguera, en los que participó María del Carmen Hidalgo. Durante dichos Ejercicios cada uno descubrió en el otro el mismo ideal de velar por la santidad sacerdotal. Esto les llevó a comprometerse a fundar una Congregación contemplativa cuyo principal fin sería la oración por la santidad de los sacerdotes y seminaristas.
Una vez finalizada la guerra (24 de mayo de 1939), Mª Carmen, junto a su hermana Lucía María y otras jóvenes, formaron una pequeña comunidad que en un principio se instaló en Getafe. Tras varios cambios de domicilio, el 11 de octubre de 1945 llegaron a la actual Casa Madre de la Congregación, que se encuentra en la calle Arturo Soria, en Madrid.

### Cronología
- 25 de abril de 1938: Nacimiento de la Congregación
- 24 de mayo de 1939: Principio de vida en Comunidad
- 31 de agosto de 1940: Concesión del Stmo. por la Santa Sede
- 12 de septiembre de 1944: Decreto de Pía Unión
- 24 de septiembre de 1944: Comienzo del Noviciado
- 11 de octubre de 1945: Inauguración Casa-Madre Congregación
- 11 de octubre de 1949: I Fundación: Salamanca
- 25 de abril de 1950: Fecha del Nihil Obstat
- 13 de mayo de 1950: Fecha en que se conoce el Nihil Obstat
- 31 de mayo de 1950: Erección en Congregación Diocesana
- 16 de junio de 1950: Profesión Canónica Nuestra Madre
- 29 de junio de 1950: Prof. Canónica I Consejo General
- 11 de octubre de 1956: II Fundación: Zaragoza
- 2 de febrero de 1962: III Fundación: Huelva
- 15 de agosto de 1965: IV Fundación: Tudela
- 24 de enero de 1967: Decretum laudis Congregación Derecho Pontificio.
- 24 de octubre de 1968: I Cap. Gral. Ordinario y Especial
- 2 de febrero de 1970 V Fundación: Moncada (Valencia)
- 3 de marzo de 1971: Traslado a Javier de Fundación. Tudela
- 21 de diciembre de 1971: Aprobación Textos Misa y Oficio Cristo Sacerdote.
- 22 de agosto de 1973: Concesión Fiesta Cristo Sacerdote a España
- 21 de abril de 1980: VI Fundación: Oropesa (Toledo)
- 24 de enero de 1984: Aprobación definitiva Constituciones
- 30 de junio de 1995: Inauguración nuevo Monasterio Zaragoza
- 2 de diciembre de 1995: Inauguración Nuevo Monasterio Moncada
- 7 de mayo de 1997: Aprobación textos latinos en gregoriano del Oficio y Misa de Cristo Sacerdote y Vesperales. Y del Calendario de la Congregación.
- 3 de diciembre de 1997: Aprobación del Ritual de la Congregación
- 7 de septiembre de 2002: Traslado a Toledo de la Fund. Oropesa
- 22 de octubre de 2003: Se levanta la Fundación de Zaragoza
- 8 de septiembre de 2009: Inauguración nuevo Monasterio Moyobamba (Perú)

## Carisma
Dentro de la vida contemplativa, la congregación de Hermanas Oblatas de Cristo Sacerdote tiene el carisma específico de cooperar espiritualmente a la santificación de los sacerdotes y aspirantes al sacerdocio, a través de la oración continua, siguiendo las palabras de Jesucristo en la Última Cena: «Padre, yo te ruego por ellos, y por ellos yo me ofrezco en oración para que sean santificados en la verdad».
Este carisma fue aprobado por la Iglesia católica, recibiendo el reconocimiento como congregación de derecho pontificio el 24 de enero de 1967.

## Organización
La organización interna de las Oblatas es la de una congregación y no la de una orden monástica tradicional. Así los monasterios no son autónomos sino que hay una sola Madre General con su consejo, un solo noviciado y un solo juniorado. Una vez terminado el período de formación, las hermanas son trasladadas a uno u otro monasterio según sea conveniente. La Madre General y su Consejo son elegidas en Capítulo General cada 6 años mientras que las comunidades de los monasterios son nombradas por la Madre General y su consejo cada 3 años.
En 2011, la Congregación contaba con unas 102 monjas y 6 monasterios, de los cuales cinco en España y uno en Perú:
- Monasterio de Madrid (Casa Madre y Noviciado): fundado el 11 de octubre de 1945
- Monasterio de Salamanca: fundado el 11 de octubre de 1949
- Monasterio de Huelva: fundado el 2 de febrero de 1962
- Monasterio de Moncada: fundado el 2 de febrero de 1979
- Monasterio de Toledo (Juniorado): fundado el 7 de septiembre de 2002
- Monasterio de Moyobamba (Perú): fundado el 8 de septiembre de 2009

La casa madre de Madrid es además la Curia general del instituto. La actual madre general es la monja española Teresa López Orozco 